# Bundesrechtsanwaltsgebührenordnung
Die Bundesrechtsanwaltsgebührenordnung (BRAGO) regelte von 1957 bis 2004 die Gebühren für die Tätigkeit von Rechtsanwälten. Sie wurde am 26. Juli 1957 als Art. VIII des Gesetzes zur Änderung kostenrechtlicher Vorschriften verkündet und am 1. Juli 2004 durch das Rechtsanwaltsvergütungsgesetz (RVG) ersetzt.
Die BRAGO regelte bundeseinheitlich die Vergütung der Leistungen der Rechtsanwälte. Sie löste die Gebührenordnung für Rechtsanwälte vom 7. Juli 1879 und ergänzende landesrechtliche Bestimmungen ab.

## Änderungen
Der wesentliche Fortschritt der BRAGO im Vergleich zu den älteren Rechtsvorschriften war die weitgehende Einführung der Verfahrenspauschgebühren in bürgerlichen Rechtsstreitigkeiten sowie in den Verfahren vor den Verfassungs-, Verwaltungs- und Finanzgerichten. In all diesen Rechtszweigen erfolgte die Vergütung nach der BRAGO durch den Anfall von Prozess-, Verhandlungs-, Beweis- und Vergleichsgebühren.
Die Verfahrenspauschgebühren entspringen einer Mischkalkulation. Die Berechnung der Gebühr nach dem Verfahrensgang und dem Gegenstands- oder Streitwert führt dazu, dass die anwaltliche Leistung in Fällen geringer Gegenstandswerte nicht angemessen honoriert wird, ja teilweise nicht einmal die Geschäftskosten des Anwalts aufwiegen wird. Demzufolge ist der Anwalt darauf angewiesen, in Fällen mit hohen Streitwerten eine Vergütung zu erzielen, welche zugleich diese Verluste mit ausgleicht.
Weiter sind in der BRAGO Einzelheiten über die Fälligkeit der Gebühren, den Anspruch auf Vorschusszahlungen und die Gebührenberechnungen niedergelegt. Insoweit gehen die Regelungen der BRAGO den Bestimmungen des Schuldrechts vor.
Im Zuge der erforderlichen Anpassung der BRAGO an die sich ändernden Lebensverhältnisse und in Reaktion auf die zunehmende Zahl von Rechtsanwälten, welche ihre Tätigkeit am Markt anbieten, wurde die BRAGO am 1. Juli 2004 durch das Rechtsanwaltsvergütungsgesetz (RVG) abgelöst, bleibt aber für Fälle, in denen der Auftrag vor diesem Zeitpunkt erteilt wurde, weiterhin anwendbar (siehe die Übergangsvorschrift in § 61 RVG).